# André Grosjean
André Grosjean (Meslières, 7 settembre 1921 – 5 novembre 2006) è stato un pallanuotista svizzero.

## Carriera
Nel 1948 partecipò ai Giochi di Londra 1948.